# Barão Zemo
Barão Zemo é o nome de dois personagens fictícios do Universo Marvel. Eles já participaram do grupo Mestres do Terror e já apareceram como vilões de destaque nas aventuras do Capitão América e dos Vingadores.

## Barão Zemo Original, Heinrich
O Barão Heinrich Zemo 12º,  o Barão Zemo é um vilão nazista que já enfrentou os Vingadores e enfrenta o Capitão América e seus parceiros desde a Segunda Guerra. Responsável pela sabotagem que congelou o Capitão América e supostamente matou seu parceiro da II Guerra Mundial, Bucky Barnes, Heinrich já teve o título de "O homem mais odiado de toda a Europa". Seu ato mais famoso foi a criação da primeira formação dos Mestres do Terror.

### História
Zemo criou uma roupa vermelha e usava constantemente um capuz negro, de modo que ele não fosse descoberto por nenhum de seus inimigos.Ele inventou muitas armas contra os aliados tais como o Adesivo X (uma super-cola que acidentalmente prendeu seu capuz ao rosto para sempre e que o enlouqueceu) e rifles com raios, chamados de raios da morte.

### Mestres do Terror
Ao ressurgir na Era Moderna, o Barão Zemo criou uma equipe de super-vilões, os Mestres do Terror, para ajudá-lo a enfrentar o Capitão América e seus novos aliados, os Vingadores. Nesse grupo faziam parte ao lado de Zemo, Magnum, Encantor e Executor, Homem Radioativo e Cavaleiro Negro (inimigo do Homem de Ferro), para o destruir.

### Morte
Em uma luta com o Capitão América na Amazônia, um raio acertou um bloco de terra, que o soterrou e o matou.

## 2º Barão Zemo, Helmut
O Barão Helmut Zemo 13º, o Barão Zemo, começou a sua carreira como vilão para vingar seu pai, Heinrich (O Barão Zemo anterior).

### História
Na sua primeira aventura ele enfrentou o Capitão América e o Falcão, usando o nome de Fênix. Ao cair no tanque de Adesivo X recriado por ele, Helmut foi dado como morto, mas ressurgiu com o rosto desfigurado, sendo obrigado a usar um capuz tal qual seu pai. Voltou a lutar contra o Capitão e os Vingadores, liderando novas formações dos Mestres do Terror. Teve um romance secreto com Soprano, muito antes dele reaparecer e entrar de novo para os Thunderbolts. Extremamente inteligente, ele sempre fica um passo a frente de quem quer que seja.

### Os 7
Logo após o Massacre Marvel, onde a maioria dos super-heróis foi dada como morta, Helmut juntou um grupo de vilões para se passarem por heróis substitutos dos Vingadores, e ficaram conhecidos por Thunderbolts. Nessa época ele adotou o nome de Cidadão V. Depois de muito tempo a farsa foi descoberta e o grupo de Zemo foi debandado. Tempos depois, ele retornava, agora como herói, para poder prender os que ainda não tinha se tornado mocinhos, e que ainda usavam o nome de Thunderbolts. Com a ajuda dos Vingadores ele conseguiu.

### O Retorno de Zemo
Durante muito tempo Helmut esteve sumido, mas depois retornou e procurou os Thunderbolts para avisar de um mal que seria atraído por Genis-Vell, o super-herói Fóton. Ele conseguiu reunir um grupo de heróis e enfrentou os Thunderbolts para eliminar a ameaça. Após essa aventura, os dois grupos foram unificados, mas sem a presença de Fóton (ex-Capitão Marvel).

### Guerra Civil
O Homem de Ferro procurou Zemo durante a Guerra Civil para que os Thunderbolts cuidassem de vilões e seres poderosos que não aceitassem a lei de registro de super-humanos. Ele já sabia que isso iria ocorrer e já estava preparado havia três semanas. Novamente recrutou vilões e, contra a sua vontade, passaram a agir como super-heróis. Todos entraram para a Comissão de Registro de Super-Humanos. Assim, vilões como o Dr. Octopus e Lady Letal tiveram que virar heróis.

## Mestres do Terror
Além de claro suas constantes lutas com Capitão América e os Vingadores, os dois vilões, pai e filho se tornaram realmente notáveis ao formatem com um grupo muito famoso de super-vilões do Universo Marvel, os Mestres do Terror. O Barão original, fundou esse grupo com Derretedor, Homem-Radioativo e o Cavaleiro Negro, além de participações constantes de Destruidor, Encantor e seu assecla Executor, além de Magnum, que ganhou seus poderes graças a ele, mas cometeu boa parte dos crimes contra sua vontade. Já o 2º Barão Zemo é notável por ter feito a mais efetiva versão desse grupo, com participação de vários vilões "menores" de cada Vingador, com isso cada vilão derrotou um herói individualmente ou em duplas, chegando a destruir a Mansão dos Vingadores e matando vários heróis, incluindo o Poderoso Hércules, essa é facilmente uma das piores batalhas dos Vingadores, que só foi vencida com muito custo.

## Em outras mídias

### Desenhos Animados
Ambas as versões aparecem em um episódio de The Avengers: United They Stand, com Helmut, dublado por Phillip Shepherd, sendo líder dos Mestres do Mal buscando vingança pelo avô Heinrich, que aparece em um flashback enfrentando o Capitão América.
Helmut é um vilão recorrente na série de desenho animado The Avengers: Earth's Mightiest Heroes, onde é dublado por Robin Atkin Downes.
Na animação Avengers Assemble, ambas as versões de Zemo aparecem, com Heinrich dublado por Danny Jacobs, e Helmut, que chega a surgir como o Cidadão V dos Thunderbolts, com a voz de David Kaye.

### Cinema

#### Universo Cinematográfico Marvel
- Helmut Zemo é o principal vilão do filme Capitão América: Guerra Civil no qual foi interpretado pelo ator hispano-alemão Daniel Brühl. Diferente da sua versão dos quadrinhos, Zemo é um Coronel das forças especiais de Sokovia que quer vingança contra os vingadores após perder a sua família durante os eventos de Vingadores: Era de Ultron.
- Zemo retorna na série da Disney+, Falcão e o Soldado Invernal depois da separação dos Vingadores em Guerra Civil que culminou na sua prisão. Nesta participação Zemo aparece a usar sua máscara roxa tradicional dos quadrinhos.